# Enochrus sagrae
Enochrus sagrae är en skalbaggsart som beskrevs av Knisch 1924. Enochrus sagrae ingår i släktet Enochrus och familjen palpbaggar. Inga underarter finns listade i Catalogue of Life.